# Josh Veldhuizen
José (Josh) Veldhuizen (Alphen aan den Rijn, 2 september 1986) is een Nederlandse onderneemster en modeontwerpster.

## Carrière
Veldhuizen groeide op in Alphen aan de Rijn als dochter van Hans Veldhuizen, oprichter van Nedstat. Ze behaalde haar bachelor of social work na de hbo-studie culturele en maatschappelijke vorming in Leiden.
Veldhuizen begon op haar vijftiende met modellenwerk. In 2011 richtte ze het Amsterdamse modelabel JOSH V op dat ze door middel van de tweedelige RTL 5-realityreeks Modemeisjes met een missie promootte. Een jaar later was Veldhuizen te zien in de RTL-serie Shopping Queens met Fred van Leer. In 2021 en 2022 verscheen Veldhuizen in twee afleveringen van de reeks Echte Gooische moeders.

## Privéleven
Veldhuizen is verloofd en heeft twee dochters.